# Jean Stern
Léon Antoine Jean Stern (ur. 19 lutego 1875 w Paryżu, zm. 15 grudnia 1962 tamże) – francuski bankier, oficer i szermierz, złoty medalista olimpijski.
Na igrzyskach olimpijskich w Londynie w 1908 roku wspólnie z Alexandre’em Lippmannem, Bernardem Gravierem, Eugène’em Olivierem, Hermanem Bergerem, Charles’em Collignonem i Gastonem Alibertem zwyciężył w szpadzie drużynowej. W turnieju indywidualnym dotarł do półfinałów. Były to jego jedyne starty olimpijskie.
W czasie I wojny światowej walczył na froncie zachodnim. Był kapitanem kawalerii. Odznaczony między innymi Legią Honorową (kawaler – 1920, oficer – 1952), Krzyżem Wojskowym (1918) i Medalem Zwycięstwa (1934) i Orderem Palm Akademickich.
Miał korzenie żydowskie. Urodził się jako syn bankiera Louisa Sterna i Claude Lambert i należał do rodziny bankierów dzierżącej firmę finansową AJ Stern & Co. Jego matka – Claude Lambert pochodziła ze innej rodziny bankierów – Rothschildów. Jean Stern był również kuzynem kompozytora Fernanda Halphena.